# Trevor Berbick
Trevor Berbick, född 1 augusti 1955 i Norwich, Port Antonio, Jamaica, död 28 oktober 2006 i Norwich, Port Antonio, Jamaica, var en jamaicansk-kanadensisk tungviktsboxare som var världsmästare för organisationen WBC under en kort period 1986.
Berbick är främst känd för att ha besegrat Muhammad Ali i dennes sista match i december 1981 och som den boxare som förlorade sin titel till den yngste världsmästaren någonsin, Mike Tyson.
Berbick satt under en tid i fängelse för våldtäkt, utvisades från USA efter flera andra brott och mördades till sist själv år 2006.

## Boxningskarriär
Trevor Berbick föddes på Jamaica där han började boxas. Han deltog sedan för sitt hemland i tungviktsklassen vid OS i Montréal 1976. 

### Proffs i Kanada
Berbick lämnade Jamaica efter OS och valde att stanna i Kanada för att istället börja en professionell karriär med bas i Montreal och Halifax. Han vann sin första elva matcher (tio på knockout) innan han led sin första förlust, mot Bernardo Mercado i april 1979. Efter en sensationell seger över ex-världsmästaren John Tate (KO rond 9) säkrade han en titelmatch mot Larry Holmes i april 1981, men väl där förlorade han på poäng efter 15 ronder. I sin andra match efter förlusten slog han en 39-årig Muhammad Ali i en match över tio ronder i Nassau, Bahamas 11 december 1981. Ali var redan drabbad av Parkinsons sjukdom och var ett lätt byte för Berbick i legendarens sista match.

### Flytt till Florida, världsmästare
År 1982 slog Berbick den dittills obesegrade Greg Page och 1984 flyttade han till Miramar i Florida och skrev på ett kontrakt med boxningspromotorn Don King. Segrar över obesegrade Mitch "Blood" Green och David Bey gav honom en ny chans på en VM-titel, mot Pinklon Thomas i Las Vegas 22 mars 1986. Berbick gick segrande ur striden med WBC-titeln under sitt bälte efter en jämn match han vunnit knappt på poäng. Berbicks regeringstid skulle dock bli kortvarig.

### Förlust av titel
Den 22 november 1986, i sitt första försvar av titeln, blev han av den blott 20-årige utmanaren Mike Tyson nedslagen två gånger i rond 2. Berbick reste sig från den första nedslagningen men efter den andra föll han till golvet tre gånger när han försökte ta sig upp. Domaren bröt då matchen som gav Berbick hans enda förlust på teknisk knockout i karriären. 
I en intervju från 2010 berättade Tyson att han hade velat hämnas på Berbick för att denne besegrat Muhammad Ali i hans sista match. "Jag tycker att han obarmhärtigt slog skiten ur Ali," ansåg Tyson. "Jag menar bara att han inte hade behövt göra det. ...Ali, var helt hjälplös ... Ali inte kunde göra någonting." Tillsammans med Larry Holmes är Berbick den enda i boxningshistorien som har gått en match mot både Muhammad Ali och Mike Tyson.

### Karriären nedåt
År 1991 gick Berbick i Japan en match mot Nobuhiko Takada som hade målats ut som "Boxare vs brottare". Berbick påstod efter matchen att han hade blivit lurad då han förväntat sig att matchen skulle vara som amerikansk kickboxning, men det visade sig att också sparkar under bältet var tillåtna. Berbick vägrade att bjuda motstånd och framförde istället upprepade klagomål till domaren. Takada tilldömdes segern när Berbick lämnat ringen.
Efter detta gick Berbick karriär ytterligare nedför och han fick inga fler stora matcher. I mitten på 1990-talet gick han matcher om obskyra titlar som International Boxing Organization Inter-Continental heavyweight title och till sist också om den kanadensiska tungviktstiteln, vilken han vann. Sin sista match gick Berbick år 2000 mot Shane Sutcliffe i ett försvar av sin kanadensiska titel, en match han vann på poäng över 12 ronder. Efter matchen visade en datortomografi en blodpropp i hans hjärna och hans boxningslicens återkallades omedelbart.

## Utanför ringen
Efter karriären bodde Berbick i Florida med fru och tre barn. Han hade också tre barn i Kanada från ett tidigare äktenskap. Här arbetade han som boxningstränare, men  hamnade i klammeri med rättvisan. Det allvarligaste var en dom för våldtäkt på familjens barnflicka som gav honom 4 års fängelse. Efter flera andra brott utvisades Berbick från USA.
2006 mördades Berbick i Portland, Jamaica. Hans brorson och en annan person dömdes för dådet.

### Webbsidor
- Berbicks matchfacit